# Robert Walker Macbeth

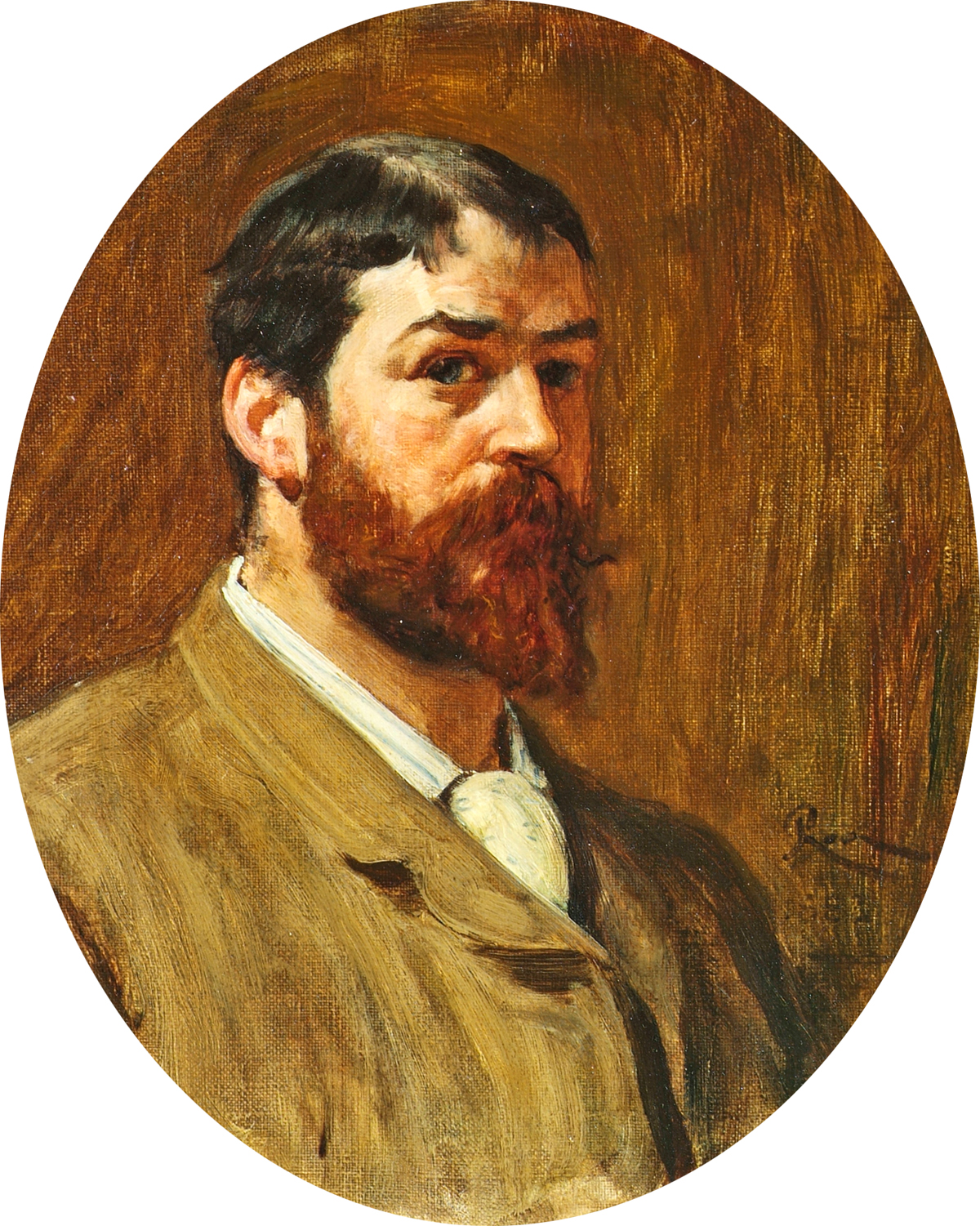
Robert Walker Macbeth, självporträtt.

Robert Walker Macbeth, född den 30 september 1848 i Glasgow, död den 1 november 1910 i London, var en skotsk målare.
Macbeth studerade i Edinburgh och i London samt målade i olja och akvarell moderna genrebilder, såsom Lincolnshire gang (barn, som går till arbetet, 1872), Potatisskörd, Översvämning, Hjortjakt i dimma, En vinterpromenad och Moderlig tillsyn. Mera betydande var Macbeth i sina raderingar. Han utförde förträffliga stick efter Tizian, Velázquez, Millais med flera mästare.